# Додж-Сентер (Міннесота)
Додж-Сентер (англ. Dodge Center) — місто (англ. city) в США, в окрузі Додж штату Міннесота. Населення — 2844 особи (2020).

## Географія
Додж-Сентер розташований за координатами 44°1′43″ пн. ш. 92°51′3″ зх. д. / 44.02861° пн. ш. 92.85083° зх. д. (44.028650, -92.850788).  За даними Бюро перепису населення США в 2010 році місто мало площу 5,39 км², уся площа — суходіл.

## Демографія
Згідно з переписом 2010 року, у місті мешкало 2670 осіб у 998 домогосподарствах у складі 659 родин. Густота населення становила 496 осіб/км².  Було 1061 помешкання (197/км²).
Расовий склад населення:
| - 93,0 % — білих - 0,7 % — азіатів - 0,4 % — корінних американців - 0,4 % — чорних або афроамериканців - 3,9 % — осіб інших рас |

До двох чи більше рас належало 1,5 %. Частка іспаномовних становила 9,7 % від усіх жителів.
За віковим діапазоном населення розподілялося таким чином: 29,8 % — особи молодші 18 років, 57,7 % — особи у віці 18—64 років, 12,5 % — особи у віці 65 років та старші. Медіана віку мешканця становила 31,8 року. На 100 осіб жіночої статі у місті припадало 97,2 чоловіків;  на 100 жінок у віці від 18 років та старших — 97,1 чоловіків також старших 18 років.
Середній дохід на одне домашнє господарство  становив 60 659 доларів США (медіана — 51 080), а середній дохід на одну сім'ю — 68 760 доларів (медіана — 61 938). Медіана доходів становила 45 787 доларів для чоловіків та 36 419 доларів для жінок. За межею бідності перебувало 16,2 % осіб, у тому числі 24,0 % дітей у віці до 18 років та 10,0 % осіб у віці 65 років та старших.
Цивільне працевлаштоване населення становило 1295 осіб. Основні галузі зайнятості: освіта, охорона здоров'я та соціальна допомога — 27,0 %, роздрібна торгівля — 13,0 %, виробництво — 12,7 %.